# Coeur d'Alene (rivière)
Pour les articles homonymes, voir Cœur d'Alène (homonymie).
La Coeur d'Alene (Coeur d'Alene River) est un cours d'eau de l'État de l'Idaho aux États-Unis. Après s'être jeté dans le lac Coeur d'Alene, le cours d'eau devient la Spokane, un affluent du fleuve Columbia.